# Umberto Solarino
Umberto Solarino (Modica, 25 marzo 1883 – Modica, 2 marzo 1951) è stato un militare italiano, decorato di Medaglia d'oro al valor militare a vivente nel corso della prima guerra mondiale.

## Biografia
Nacque a Modica, provincia di Ragusa, il 25 marzo 1883, figlio di Ippolito e Girolama Callari. Al termine degli studi vinse il concorso per il ruolo di cancelliere emesso dal Ministero di grazia e giustizia, e nel 1905 fu arruolato nel Regio Esercito come militare di leva, in forza al 19º Reggimento fanteria "Brescia". Dopo aver frequentato il corso per Allievi ufficiali, nell'aprile 1906 fu nominato sottotenente di complemento, assegnato in forza al 49º Reggimento fanteria "Parma". Posto in congedo nel settembre dello stesso anno, fu richiamato in servizio nel marzo 1915, in vista dello scoppio delle ostilità con l'Impero austro-ungarico, assegnato al 146º Reggimento fanteria "Catania". Dopo l'entrata in guerra del Regno d'Italia, avvenuta il 24 maggio successivo, partecipò alle operazioni belliche sul fronte della Carnia, distinguendosi sul Pal Piccolo, sul Pal Grande e sul Freikofel. Per questi fatti ricevette un Encomio solenne, e fu poi decorato di Medaglia d'argento al valor militare per aver partecipato ai duro combattimento sul Monte Scarnitz del 12 ottobre 1915. Divenuto capitano nel maggio 1916, il mese successivo lasciò la zona di operazioni per essere stato destinato all'addestramento di un battaglione di marcia del 143º Reggimento fanteria "Taranto". Durante la battaglia di Gorizia, l'11 agosto rimase ferito sulle alture di San Marco mentre al comando di una compagnia tentava di conquistare le trincee nemiche di Quota 171, tagliando il filo spinato che le difendeva. Già ferito in più parti del corpo lo scoppio di una bomba gli devastò la mano destra, ma egli, incurante della gravissima ferita, continuò a dirigere l'azione. Trasportato in un posto di medicazione subì l'amputazione dell'avambraccio, ritornando in servizio non ancora guarito del tutto. Prestò servizio come istruttore presso la Scuola mitraglieri di Torino fino del 4 novembre 1918. Dopo alcuni ricoveri presso gli ospedali di Padova e Milano fu posto in congedo assoluto il 1 novembre 1919. Inizialmente decorato con una seconda Medaglia d'argento al valor militare, con Regio Decreto del 4 luglio 1920 quest'ultima fu tramutata in Medaglia d'oro al valor militare a vivente. Ritornato alla vita civile riprese servizio come cancelliere presso il Tribunale di Modica, venendo promosso maggiore nel febbraio 1920 e tenente colonnello nell'aprile 1930. Durante gli anni del fascismo ricoprì altresì incarichi politico amministrativi, presenziando sempre alle cerimonie commemorative. Si spense a Modica il 2 marzo 1951.

### Fonti
1. 1 2  Barone 2015, p. 19.
2. 1 2 3  Carolei, Greganti, Modica 1968, p. 252.
3. 1 2 3 4 5 6  Combattenti Liberazione.
4. 1 2  Coltrinari, Ramaccia 2018, p. 131.
5. 1 2 3  Barone 2015, p. 20.
6. ↑  Sito web del Quirinale: dettaglio decorato.